# Rivière Méchant Pouce
Pour les articles homonymes, voir Pouce.
La rivière Méchant Pouce coule dans les municipalités de Sainte-Apolline-de-Patton (MRC de Montmagny), dans la région administrative de la Chaudière-Appalaches, au Québec, au Canada.
La confluence de la rivière Méchant Pouce constitue la tête du bras Saint-Nicolas lequel coule vers le nord-ouest, puis vers le sud-ouest, pour aller se déverser sur la rive sud-est de la rivière du Sud ; cette dernière coule vers le nord-est jusqu'à la rive sud du fleuve Saint-Laurent.

## Géographie
Les principaux bassins versants voisins de la rivière Méchant Pouce sont :
- côté nord : bras Saint-Nicolas ;
- côté est : bras d'Apic, décharge du lac des Roches ;
- côté sud : ruisseau Fortin ;
- côté ouest : rivière Cloutier, ruisseau Fortin.

La rivière Méchant Pouce prend sa source de ruisseaux de montagne, au nord-ouest du lac Violon (altitude : 426 m), dans les Monts Notre-Dame. Le lac Violon chevauche les cantons d'Arago de Saint-Marcel et de Patton de Sainte-Apolline-de-Patton. Ce lac est plutôt drainé par la rivière Rocheuse (bassin versant de la Grande rivière Noire).
À partir de sa source, la rivière Méchant Pouce coule sur 8,3 km, répartis selon les segments suivants :
- 0,3 km vers l'ouest dans Saint-Marcel, jusqu'à la limite municipale de Sainte-Apolline-de-Patton ;
- 2,9 km vers le nord-ouest, jusqu'à la limite nord du canton de Patton ;
- 3,7 km vers le nord-ouest en traversant une zone de marais, jusqu'à la route de l'Espérance ;
- 1,4 km vers le nord-ouest, jusqu'à sa confluence.

La rivière Méchant Pouce se déverse sur la rive sud du bras Saint-Nicolas lequel coule vers le nord-ouest, puis vers le sud-ouest pour aller se déverser sur la rive sud-est de la rivière du Sud. La confluence de la rivière Méchant Pouce est située dans le hameau de L'Espérance.

## Toponymie
Cette appellation inhabituelle figure sur un plan du canton de Bourdages, dressé en 1876.
Le toponyme Rivière Méchant Pouce a été officialisé le 5 décembre 1968 à la Commission de toponymie du Québec.

## Liste des ponts
| Traverses  | Photo | Municipalité(s)           | Année de construction | Route                | Longueur | Type de pont    |
| ---------- | ----- | ------------------------- | --------------------- | -------------------- | -------- | --------------- |
| Pont 05062 |       | Sainte-Apolline-de-Patton | 1945                  | Route de l'Espérance | 14,1 m   | Pont acier-bois |
| Pont privé |       | Sainte-Apolline-de-Patton |                       | Route forestière     |          | Pont acier-bois |
| Pont 11718 |       | Sainte-Apolline-de-Patton |                       | Tronçon Monk         |          | Pont acier-bois |